# 은곡운수
은곡운수(隱谷運輸)는 서울특별시 강남구의 마을버스 업체이고, 본사는 서울특별시 강남구 세곡동에 있다. 계열사로는 서울특별시 도봉구의 마을버스 회사인 청록운수, 경기도 하남시의 마을버스 회사인 오륜운수 등이 있다.

## 역사
본래 은곡운수라는 사명으로 강남구 지역의 마을버스를 운행하여왔으나 2006년 10월 9일에 청록운수에 흡수합병되었다가 2011년 12월 13일에 동일한 사명으로 다시 분사하였다.

## 노선
- ● 강남06번: 세곡동 은곡마을 ↔ 한전 앞 (구 강남마을 6번)
- ● 강남06-1번: 세곡 리엔파크 ↔ 수서역

## 주요 차량
- 하이거 버스 - 하이거 하이퍼스
- 현대자동차 - 현대 그린시티, 일렉시티